# العربی الهادی
العربی الهادی (انگلیسی: Larbi El Hadi؛ زادهٔ ۲۷ مهٔ ۱۹۶۱) یک بازیکن فوتبال اهل الجزایر است.
وی عضو تیم ملی فوتبال الجزایر در جام جهانی فوتبال ۱۹۸۶ بوده است.